# Seann William Scott
Seann William Scott (født 3. oktober 1976) er en amerikansk skuespiller, mest kendt for sin rolle som Steve Stiffler i American Pie-filmene.

## Biografi

### Tidlige liv
Scott blev født i Cottage Grove, Minnesota og voksede op som den yngste af syv søskende, og blev opfostret af sine forældre William Frank Scott, en fabriks arbejder, og Patricia Ann Simons. Selvom han var meget sportsinteresseret, bestemte han sig for at blive skuespiller, da han blev inspireret af at arbejde i lokale biografer og så alle de film han kunne gratis. Allerede som 12-årig var han til sin første audition på en rolle i den populære serie Baywatch, men fik ikke rollen. Da han bestod fra Park High School, valgte han at flytte til Los Angeles for at starte en skuespillerkarriere. Han blev opdaget af et talentbureau, og fik en rolle i musikvideoen til Aerosmiths Hole in my Sole-video. Hurtigt optrådte han i Chad's World, en tv-serie der kørte på nettet og havde homoseksualitet som tema. Serien blev sponsoreret af det kortvarige selskab Digital Entertainment Network.

### Personlige liv
Scott har en interesse for kropsmodifikation og har tre tatoveringer: et uendeligt symbol på sit håndled, en lynende kugle på sit lår og "Amor", latin for kærlighed, på sit haleben. 
Scott har været kæreste med modellerne Deanna Miller og Lindsay Frimodt.[kilde mangler]

## Filmografi
- American Pie (1999)
- Final Destination (2000)
- Road Trip (2000)
- Dude, Where's My Car? (2000)
- Evolution (2001)
- Jay and Silent Bob Strike Back (2001)
- American Pie 2 (2001)
- Stark Raving Mad (2002)
- Welcome to the Jungle
- Old School (2003)
- Bulletproof Monk (2003)
- American Pie: The Wedding (2003)
- Welcome to the Jungle (2003)
- The Dukes of Hazzard (2005)
- Ice Age 2: På tynd is (2006) (stemme)
- Southland Tales (2006)
- Mr. Woodcock (2007)
- Gary the Tennis Coach (2007)
- Book Of Leo (2007)
- Bigbrother (2007)
- Role Models (2008)
- The Promotion (2008)
- Balls out (2009)
- Ice Age 3: Dinosaurerne kommer (2009) (stemme)
- Jackass 3D (2010)
- American Pie: Reunion (2012)